# أدريانو (لاعب كرة قدم برازيلي)
ادريانو (بالبرتغالية: Adriano Padilha Nascimento‏) هو لاعب كرة قدم برازيلي في مركز الهجوم، ولد في 20 يونيو 1980 في أليجريت في البرازيل. لعب مع دينيزلي سبور وغريميو بورتو أليغرينزي ونادي أتلتيكو هيرمان أيشينجار ونادي أفاي لكرة القدم ونادي اتلتيكو سوروكابا ونادي إسطنبول باشاكشهر ونادي إيتوانو ونادي بارانا ونادي باكو ونادي ساتورن رامنسكوي ونادي غاما ونادي فيغورينسي ونادي كاشياس دو سول.

## وصلات خارجية
- ادريانو (لاعب كرة قدم برازيلي) على موقع اتحاد تركيا (لاعب) (الإنجليزية)
- ادريانو (لاعب كرة قدم برازيلي) على موقع قاعدة بيانات كرة القدم.إي يو (الإنجليزية)
- ادريانو (لاعب كرة قدم برازيلي) على موقع Soccerway.com (الإنجليزية)